# 市道111號
市道111號（中正橋－公館崙），北起新北市永和區中正橋，南至新北市新店區公館崙，全長7.409公里（公路總局資料）。
- 新店路段的路距標示牌
- 於新店區為安和路
- 進入中和區之後為景新街

## 行經行政區域
全線均位於新北市境內。
| 永和區   | 永和市區 |            |                    |                                     |
| 永和區   | 永和市區 | 0 公路起點 |                    |                                     |
| 永和區   | 永和市區 | －         | 北88線 · 北95線    | 北88線終點 北95線起點               |
| 永和區   | 永和市區 | －         | 北94線             | 北94線起點                          |
| 中和區   | 潭墘     | －         | （地區道路）       |                                     |
| 中和區   | －       |            |                    |                                     |
| 中和區   | 景安     | －         | （地區道路）       |                                     |
| 中和區   | 景安     | 3.900      | 台64線 · 市道106號 | 中和二交流道 台64線僅設西行入口匝道 |
| 中和區   | 南勢角   | －         | 北95線             |                                     |
| 新店區   | 外挖仔   | －         | 新北環河快速道路   | 安祥路端交流道                      |
| 新店區   | －       |            |                    |                                     |
| 新店區   | 安坑     | －         | （地區道路）       |                                     |
| 新店區   | 公館崙   | 7.409      | 市道110號          | 公路終點                            |
| 半套匝道 |          |            |                    |                                     |

## 沿線路名
- 永和路
- 中和路
- 景安路
- 景新街
- 安和路

## 沿線設施與景點
- 頂溪站（ 中和新蘆線）
- 樂華夜市
- 永安市場站（ 中和新蘆線）
- 國立臺灣圖書館
- 中和二交流道（台64線）
- 中和興南夜市
- 南勢角市場
- 新北市新店區新和國民小學
- 陽光運動園區